# József Fogl
Pour les articles homonymes, voir Fogl.
Dans le nom hongrois Fogl József, le nom de famille précède le prénom, mais cet article utilise l’ordre habituel en français József Fogl, où le prénom précède le nom.
József Fogl, aussi connu comme József Fogoly, József Újpesti ou encore Fogl III, né le 14 août 1897 et mort le 6 février 1971 à Budapest, est un footballeur hongrois. 
Il joue essentiellement pour le club d'Újpest FC et l'équipe nationale de Hongrie.

## Carrière
Fogl naît à Újpest, à Budapest, en Autriche-Hongrie. 
Entre 1920 et 1930, il dispute 38 matchs avec l'équipe nationale, en étant 9 fois capitaine. Il participe aux Jeux olympiques d'été de 1924 organisés à Paris.
Evoluant comme défenseur sur le côté gauche, il forme avec son frère aîné Károly Fogl II, une paire de défenseurs réputée, surnommée Fogl-gát en Hongrie.
Fogl III remporte en tant que capitaine d'Újpest FC la Coupe Mitropa en 1929 puis la Coupe des nations en 1930, ainsi que le championnat de Hongrie en 1930 et 1931. Il atteint également la finale de la Coupe de Hongrie à quatre reprises, en 1922, 1923, 1925 et 1927.